# 박병선 (1925년)
박병선(朴炳善, 1925년 12월 25일~1995년 2월 26일)은 대한민국의 정치인이다. 제7·13대 국회의원을 지냈다.

## 학력
- 중동고등학교 졸업
- 서울대학교 의과대학 졸업

## 경력
- 서울대부속병원제1외과교실근무
- 육군중령예편(군의관)
- 박외과병원개업
- 한국공해방지협회회장
- 서울대동창회지회장
- 재향군인연합회분회장
- 재건국민운동촉진회장
- 민주공화당충남제8지구당위원장
- 충청남도의사회의장
- 민자당소비자보호특별위원회위원장
- 국회보건사회위원회위원

## 역대 선거 결과
|  | 11.59% |

|  | 51.77% |

|  | 41.40% |

|  | 8.03% |